# Deutsche Christliche Studentenvereinigung
Die Deutsche Christliche Studentenvereinigung (DCSV) war eine christliche Studentenorganisation, die von 1895 bis zu ihrem Verbot 1938 existierte.

## Geschichte

### Gründungszeit
1895 wurde in Großalmerode die Christliche Studentenvereinigung (CSV) unter dem Einfluss des Amerikaners John R. Mott (1865–1955) und unter der Leitung von Eduard Graf Pückler (1853–1924) gegründet. Im gleichen Jahr wurde der Christliche Studenten-Weltbund in Schweden ins Leben gerufen. Aus ihr heraus wurde die DCSV zwei Jahre später mit dem Dinglinger Statut neu organisiert. Bis 1912 wurde die DCSV vom Gründer Eduard Graf Pückler geleitet.
Bei ihrer Gründung 1897 bestand die DCSV aus elf Universitätsgruppen mit etwa 300 Mitgliedern.
In den 1910er Jahren ließ der Ehrenvorsitzende der DCSV, der kurzzeitige Reichskanzler und preußische Ministerpräsident Georg Michaelis, an seinem Sommerwohnort Bad Saarow in Brandenburg ein Schulungszentrum für Studenten errichten. Die provisorischen Bauten bestanden aus einem hölzernen Versammlungshaus für 800 Hörer und einer ehemaligen Kriegsgefangenenbaracke. 1921 ließ Michaelis das Einkehrhaus Hospiz zur Furche bauen und schenkte es der Studentenvereinigung zur Erholung und geistlichen Erbauung. Zur Sicherstellung der Versorgung hatte die DCSV, wahrscheinlich um 1918, das Vorwerk Marienhöhe des Guts Saarow erworben, in dem 1920 die Nahrungsmittelproduktion aufgenommen wurde. Ein Drittel des Ödlandes lag unter der Anbauwürdigkeit und der DCSV gelang es nicht, die Produktion wirtschaftlich zu betreiben. Die Marienhöhe wurde daher im Jahr 1927 an Erhard Bartsch als Versuchsgut zur Erprobung der biologisch-dynamischen Landwirtschaft verkauft.

### Altfreunde, Studentenorganisationen und Auflösung
Im Jahre 1900 bildete sich die Vereinigung der „Altfreunde“ der DCSV (gedacht nach dem damals gängigen Gesellschaftsmuster einer Altherrenschaft). 1905 entstand die DCVSF, die Deutsche Christliche Vereinigung Studierender Frauen, 1931 umbenannt in DCSB, Deutsche Christliche Studentinnen-Bewegung. Beide freie Studentenorganisationen, die DCSV mit hauptamtlichen Reisesekretären, wurden 1938 von den Nationalsozialisten verboten und durch die Gestapo aufgelöst. Ihre Mitglieder rückten als Folge in den Verantwortungsbereich der Evangelischen Kirche, woraus nach dem Krieg die Evangelischen Studierendengemeinden (ESG) mit hauptamtlichen Studentenpfarrern entstanden.

### Nachkriegszeit
Ebenfalls nach dem Zweiten Weltkrieg wurde am 10. August 1947 als Wiederaufnahme der Arbeit der Altfreundeschaft der DCSV die Altfreundeschaft der Evangelischen Studentengemeinde in Deutschland gegründet. Bei der Vertreterversammlung dieser Altfreundeschaft 1954 in Mülheim wurde das Paradigma des Altherrenverbandes allerdings aufgegeben und beschlossen, die „Altfreundeschaft“ zu einem selbständig in sich stehenden Partner der Studentengemeinden zu machen. In diesem Sinne wurde die Evangelische Akademikerschaft in Deutschland gegründet.

### Nachfolgeorganisation
Viele Ehemalige der DCSV nahmen nach dem Krieg Kontakt zur Studentenmission in Deutschland auf. Sie betrachteten die neu entstandenen SMD-Gruppen als die eigentliche geistliche Fortsetzung ihrer Bewegung. Dies drückte auch der Theologieprofessor Karl Heim (1874–1958) in einem Grußwort an die SMD im Jahr 1953 aus. Er selbst war Anfang des 20. Jahrhunderts einer der ersten Reisesekretäre der DCSV gewesen. Institutionell stand die Gründung der SMD jedoch in keinem direkten Zusammenhang mit der DCSV.

## Bekannte Mitarbeiter

### Sekretäre
- Karl Heim (1900–1905)
- Franz Spemann (1914–1934)
- Hans Brandenburg (1920–1921)
- Eberhard Müller (?)
- Hermann Schlingensiepen (1923–1927)
- Johannes Schneider (1927–1930)
- Johannes Lilje (1927–1935)
- Johannes Hamel (1935–1938)
- Martin Fischer (1936–1938)

### Weitere Mitarbeiter
- Wilhelm Gundert (Mitglied der DCSV während des Studiums)
- Fritz Maass, Professor für Altes Testament
- Georg Michaelis (Vorsitzender ab 1913[8])
- Karl Fezer (Theologe)